# غيل سايرز
غيل سايرز (بالإنجليزية: Gale Sayers)‏ (30 مايو 1943 - 22 سبتمبر 2020) هو سمسار الأوراق المالية، وكاتب سيناريو، ولاعب كرة قدم أمريكية أمريكي، ولد في ويتشيتا، مركز لعبه هو راكض للخلف ‏.

## التعليم
تعلم في جامعة كانساس.

## جوائز
حصل على جوائز منها:

قاعة مشاهير محترفي كرة القدم

## وصلات خارجية
- غيل سايرز على موقع IMDb (الإنجليزية)
- غيل سايرز على موقع الموسوعة البريطانية (الإنجليزية)
- غيل سايرز على موقع إن إن دي بي (الإنجليزية)
- غيل سايرز على موقع قاعدة بيانات الفيلم (الإنجليزية)
- غيل سايرز على موقع مرجع كرة القدم المحترفة.كوم (الإنجليزية)
- غيل سايرز على موقع قاعة كنساس للمشاهير الرياضية (مؤرشف) (الإنجليزية)